# Kokbaun
Kokbaun ist ein indonesischer Distrikt (Kecamatan) im Westen der Insel Timor.

## Geographie
| „Dorf“ (Desa) | Verwaltungssitz | Fläche    | Einwohner | Bevölkerungs- dichte |
| ------------- | --------------- | --------- | --------- | -------------------- |
| Lotas         | Lotas           | 4,07 km²  | 346       | 85                   |
| Sapnala       | Sapnala         | 9,17 km²  | 1.113     | 121                  |
| Kol‘oto       | Kol‘oto         | 3,36 km²  | 381       | 113                  |
| Obaki         | Obaki           | 10,88 km² | 293       | 27                   |
| Benahe        | Benahe          | 1,16 km²  | 344       | 297                  |
| Niti          | NIti            | 5,68 km²  | 913       | 161                  |

Der Distrikt befindet sich im Nordosten des Regierungsbezirks Südzentraltimor (Timor Tengah Selatan) der Provinz Ost-Nusa-Tenggara (Nusa Tenggara Timur). Im Südwesten liegt der Distrikt Nord-Amanatun (Amanatun Utara) und im Süden der Distrikt Toianas. Im Norden grenzt Kokbaun an den Regierungsbezirk Malaka mit seinem Distrikt Rinhat.
Kokbaun hat eine Fläche von 34,32 km² und teilt sich in die sechs Desa Lotas, Sapnala, Kol’oto, Obaki, Benahe und Niti. Der Verwaltungssitz befindet sich in Lotas. Die Desa teilen sich wiederum in insgesamt zwölf Dusun (Unterdörfer). Während Lotas auf 353 m liegt, befindet sich Niti in einer Höhe von 793 m über dem Meer. Das tropische Klima teilt sich, wie sonst auch auf Timor, in eine Regen- und eine Trockenzeit. Die meisten Niederschläge fallen im Januar, während September und Oktober trocken bleiben. 2017 maß man an insgesamt 126 Regentagen eine Jahresniederschlagsmenge von 872,99 Millimeter.

## Einwohner
2017 lebten in Kokbaun 3.390 Einwohner. 1.650 waren Männer, 1.716 Frauen. Die Bevölkerungsdichte lag bei 99 Personen pro Quadratkilometer. Im Distrikt gab es fünf katholische und sieben protestantische Kirchen und Kapellen.

## Wirtschaft, Infrastruktur und Verkehr
Die meisten Einwohner des Distrikts leben von der Landwirtschaft. Als Haustiere werden Rinder (970), Schweine (702), Ziegen (16) und Hühner (1.603) gehalten. Auf 779 Hektar wird Mais angebaut und auf 36 Hektar Mungbohnen. Von Plantagen kommen Kokosnüsse, Cashewnüsse, Lichtnüsse und Arecanüsse. Weitere landwirtschaftliche Reis wird in Kokbaun nicht angebaut.
In Kokbaun gibt es vier Grundschulen und eine Mittelschule. Weiterführende Schule gibt es im Distrikt nicht. Zur medizinischen Versorgung steht nur ein kommunales Gesundheitszentrum (Puskesmas) in Kol’oto zur Verfügung. Andere medizinische Einrichtungen in den anderen Dörfern, wie medizinische Versorgungszentren (Puskesmas Pembantu) oder Hebammenzentren (Polindes) fehlen. Ebenso Hebammen. Im Distrikt sind nur zwei Ärzte und vier Krankenschwestern ansässig.